# ضفيرة كلوية
الضفيرة الكلوية مؤلفة من خيوط من العقد والضفيرة البطنية والعقد الأبهرية الكلوية والأعصاب الحشوية الصدرية السفلية وأول العصب الحشوي القطني والضفيرة الأبهرية. والأعصاب من هذه المصادر الخمسة عشر أو العشرين، بها عدد قليل من العقد.